# Irinotecan
Irinotecan este un medicament utilizat pentru tratamentul cancerului de colon și a carcinoamelor pulmonare cu celule mici. În tratamentul cancerului de colon, poate fi utilizat în monoterapie sau în combinație cu 5-fluorouracilul, iar pentru cancerul pulmonar este utilizat împreună cu cisplatin. Modul de administrare este intravenos.
Irinotecan este un inhibitor al topoizomerazei I și este un derivat de camptotecină, un compus extras din planta Camptotheca acuminata. Se află pe lista medicamentelor esențiale ale Organizației Mondiale a Sănătății și este disponibil ca medicament generic.